# 新舞子 (知多市)
新舞子（しんまいこ）は、愛知県知多市の地名。

## 地理

### 交通
- 国道155号
- 愛知県道468号新舞子停車場線
- 名鉄常滑線新舞子駅

- 国道155号
- 県道468号
- 名鉄新舞子駅

## 歴史

### 地名の由来
当地は明治時代末ごろから海岸を名古屋の保養地として開発された経緯があり、その海岸の景観を著名な兵庫県の舞子海岸になぞらえたことによる。

### 人口の変遷
国勢調査による人口および世帯数の推移。
| 1995年（平成7年）  | 1151世帯 3254人 |  |
| 2000年（平成12年） | 1307世帯 3381人 |  |
| 2005年（平成17年） | 1468世帯 3639人 |  |
| 2010年（平成22年） | 1534世帯 3816人 |  |
| 2015年（平成27年） | 1560世帯 3723人 |  |
| 2020年（令和2年）  | 1676世帯 3797人 |  |

### 沿革
- 1955年（昭和30年） - 知多郡旭町日長の一部により、知多町大字新舞子が成立[1]。
- 1970年（昭和45年） - 知多市大字新舞子となる[1]。
- 1971年（昭和46年） - 一部が日長台に編入される[1]。
- 1977年（昭和52年） - 一部が旭南に編入される[1]。
- 1978年（昭和53年） - 一部が旭桃台に編入される[1]。また、大興寺の一部を編入する[1]。
- 1987年（昭和62年） - 一部が新舞子東町に編入される[1]。

### WEB
1. ↑  “愛知県知多市の町丁・字一覧”.   人口統計ラボ. 2024年4月22日閲覧。
2. 1 2  総務省統計局 (2022年2月10日). “令和2年国勢調査の調査結果(e-Stat) - 男女別人口，外国人人口及び世帯数－町丁・字等” (CSV). 2023年8月2日閲覧。
3. ↑  “読み仮名データの促音・拗音を小書きで表記するもの(zip形式) 愛知県” (zip).   日本郵便 (2024年2月29日). 2024年3月26日閲覧。
4. ↑  “市外局番の一覧” (PDF).   総務省 (2022年3月1日). 2022年3月22日閲覧。
5. ↑  “ナンバープレートについて”.   一般社団法人愛知県自動車会議所. 2024年1月21日閲覧。
6. ↑  総務省統計局 (2014年3月28日). “平成7年国勢調査の調査結果(e-Stat) - 男女別人口及び世帯数 －町丁・字等” (CSV). 2021年7月20日閲覧。
7. ↑  総務省統計局 (2014年5月30日). “平成12年国勢調査の調査結果(e-Stat) - 男女別人口及び世帯数 －町丁・字等” (CSV). 2021年7月20日閲覧。
8. ↑  総務省統計局 (2014年6月27日). “平成17年国勢調査の調査結果(e-Stat) - 男女別人口及び世帯数 －町丁・字等” (CSV). 2021年7月21日閲覧。
9. ↑  総務省統計局 (2012年1月20日). “平成22年国勢調査の調査結果(e-Stat) - 男女別人口及び世帯数 －町丁・字等” (CSV). 2021年7月21日閲覧。
10. ↑  総務省統計局 (2017年1月27日). “平成27年国勢調査の調査結果(e-Stat) - 男女別人口及び世帯数 －町丁・字等” (CSV). 2021年7月21日閲覧。

### 書籍
1. 1 2 3 4 5 6 7 8  「角川日本地名大辞典」編纂委員会 1989, p. 715.